# (153284) Frieman
(153284) Frieman est un astéroïde de la ceinture principale.

## Description
(153284) Frieman est un astéroïde de la ceinture principale. Il fut découvert le 21 février 2001 à l'observatoire d'Apache Point par le programme Sloan Digital Sky Survey. Il présente une orbite caractérisée par un demi-grand axe de 3,04 UA, une excentricité de 0,10 et une inclinaison de 6,8° par rapport à l'écliptique.

## Compléments